# 奇蹟 (GReeeeN單曲)
《奇蹟》是日本男子歌唱團體GReeeeN的第7張單曲。2008年5月28日發行。

## 簡介
被用作TBS系人氣棒球題材電視劇《ROOKIES 不良學園》的片尾曲。電視劇的高人氣幫助這首單曲成功取得突破，《ROOKIES》的一眾主演——佐藤隆太、市原隼人、小出惠介、城田優、中尾明慶、高岡蒼甫、桐谷健太、佐藤健、五十嵐隼士、川村陽介、尾上寬之和淺野和之等還專門登上音樂節目《UTABAN》獻唱《奇蹟》（2008年6月5日播放），大大提高了歌曲的知名度。
《奇蹟》在《ROOKIES》開播當天（2008年4月19日）就提前開放手機鈴聲的片段下載，5月18日僅經過一個月下載量就突破100萬次。6月4日開放手機鈴聲全曲下載，首日下載量就高達18萬次。6月29日，全曲下載也突破100萬次，成為史上最短時間全曲下載量破百萬的歌曲。連續三個月成為唱協下載榜的冠軍下載歌曲。
2009年，隨著《ROOKIES》的電影版《ROOKIES -卒業-》火爆上映，《奇蹟》的下載量再次大幅攀升。5月28日，超過青山黛瑪的《留在我身邊》，成為日本史上全曲下載量最高的歌曲。同年7月2日，被列入吉尼斯世界紀錄認定為日本下載量最高的歌曲，片段下載超過590萬次，全曲下載230.2萬次。
實體唱片銷售方面，單曲CD發行首週即奪得Oricon單曲週榜冠軍，並蟬聯兩週。是GReeeeN第一首冠軍單曲，銷量也創下了他們的記錄。總銷量超過50萬張，是2008年度日本單曲銷量第4位。
這首歌還連續兩年（2008年、2009年）成為Oricon公信榜的卡拉OK年度最熱門歌曲，創下Oricon卡拉OK年榜首次有歌曲蟬聯冠軍的紀錄。
第81屆選拔高等學校棒球大會插入非格式化文字的開幕式入場行進曲。此曲也成為許多日本職棒球員的登場曲，其中以讀賣巨人陣中看板球星坂本勇人最為出名。
2015年4月1日開始，為配合福島縣郡山市的宣傳活動及促進地域活化，本曲被設定為JR東日本東北新幹線郡山站的發車音樂，取代原有的首都圈型音樂（五感工房製作的JR-SH-2）。
2019年4月，RecoChoku统计的平成年间（1989年－2019年）累计下载总榜，《奇迹》成为冠军。

## 收錄曲目
1. 奇蹟
2. ROOKIES（ルーキーズ）

- 作詞、作曲、編曲：GReeeeN[15]